# Cosmioconcha nitens
Cosmioconcha nitens är en snäckart som först beskrevs av C. B. Adams 1850.  Cosmioconcha nitens ingår i släktet Cosmioconcha och familjen Columbellidae. Inga underarter finns listade i Catalogue of Life.